# Kashiwa

Kashiwa (柏市 Kashiwa-shi?), este un municipiu din Japonia, prefectura Chiba.